# Cascades du Varone
 (juillet 2019).
Les cascades du Varone sont situées dans la commune de Tenno, dans la province autonome de Trente, à environ 3 km de Riva del Garda, en Italie.
Elles ont une hauteur de presque 100 mètres et proviennent du ruisseau Magnone, qui coule dans la vallée de Ravizze et descend vers le lac de Garde. Ses eaux sont alimentées par les fuites souterraines du lac de Tenno qui pénètre brièvement dans la montagne et forme ensuite une cascade. Le nom Varone, en revanche, provient du hameau homonyme de Riva del Garda, situé à une courte distance.
La passerelle qui pénètre dans la gorge en contrebas de la cascade a été inaugurée le 20 juin 1874 ; les parrains étaient le roi de Saxe et le prince Nicolas du Monténégro, qui étaient près de Riva del Garda en vacances. Depuis lors, il est devenu une visite obligatoire pour tous les touristes et est toujours considéré comme l'une des fiertés des citoyens. L'entrée dans la cascade a été conçue par l'architecte Maroni au début des années 1900.
Des noms illustres d'écrivains et de grands artistes figurent dans le registre des visites : le roi Humbert II, Gabriele d'Annunzio, l'empereur François-Joseph Ier de Habsbourg, Franz Kafka, Thomas Mann et bien d'autres.
Thomas Mann se trouvait souvent à Riva del Garda entre 1901 et 1904 et avait apparemment inspiré certains traits de son roman La Montagne magique, en particulier par la phrase: « Sur le fond du gouffre étroit et profond formé par des rochers bombés, nu, glissant comme un énorme ventre de poisson, la masse d’eau s’écoule avec un bruit assourdissant ».